# Sophie Menter
Sophie Menter (ur. 29 lipca 1846 w Monachium, zm. 23 lutego 1918 tamże) – niemiecka pianistka.

## Życiorys
Była córką wiolonczelisty Josepha Mentera (1808–1856). Kształciła się w Monachium u Friedricha Niesta oraz w Stuttgarcie u Sigmunda Leberta, zadebiutowała publicznie jako pianistka w 1867 roku w Gewandhaus w Lipsku. Uzupełniające studia pianistyczne odbyła u Karola Tausiga i Ferenca Liszta. Od 1883 do 1887 roku prowadziła klasę fortepianu w Konserwatorium Petersburskim. Pod koniec życia mieszkała w Tyrolu.
W latach 1872–1886 była zamężna z wiolonczelistą Davidem Popperem. Do jej uczniów należeli José Vianna da Motta, Alice Ripper i Wasilij Sapielnikow. Była autorką licznych kompozycji na fortepian. Piotr Czajkowski dokonał orkiestracji jej utworu Ungarische Zigeunerweisen, który artystka wykonała pod batutą kompozytora w Odessie w 1893 roku.